# Élections législatives de 1881 dans le Finistère
Les élections législatives  dans le Finistère ont lieu les dimanche 21 août 1881 et 4 septembre 1881. Elles ont pour but d'élire les députés représentant le département à la Chambre des députés pour un mandat de quatre années.

## Députés sortants
Théophile de Pompéry (Gauche républicaine) est mort le 28 aout 1880. Hippolyte Caurant (Centre gauche) est élu lors de la partielle du 31 octobre 1880 pour le remplacer.
Louis Monjaret de Kerjégu (Royal.) est mort le 14 avril 1880. Charles-Émile Freppel (Royal.) est élu lors de la partielle du 6 juin 1880 pour le remplacer.
| Députés | Députés                 | Parti                      | Fonctions lors de l'élection en 1881                                                         |
| ------- | ----------------------- | -------------------------- | -------------------------------------------------------------------------------------------- |
|         | Hippolyte Caurant       | Union républicaine         | Conseiller général du Faou. Secrétaire général de préfecture.                                |
|         | Louis Hémon             | Gauche républicaine        | Avocat.                                                                                      |
|         | Gustave Swiney          | Gauche républicaine        | Conseiller général du Morlaix, maire de Plouégat-Guérand. Agronome et Propriétaire agricole. |
|         | Georges Arnoult         | Gauche républicaine        | Conseiller général du Pont-l'Abbé. Propriétaire agricole.                                    |
|         | Joseph Nédellec         | Centre gauche              | Ancien maire de Carhaix. Ancien Notaire.                                                     |
|         | Léonard Corentin-Guyho  | Centre gauche              | Avocat aux conseils.                                                                         |
|         | Joseph de Gasté         | Centre gauche (ex Orléan.) | Ancien conseiller municipal de Brest. Ingénieur de la marine.                                |
|         | Charles-Émile Freppel   | Royaliste                  | Évêque d'Angers.                                                                             |
|         | François-Marie Villiers | Royaliste                  | Conseiller général de Daoulas. Officier, Propriétaire agricole.                              |
|         | Émile de Kermenguy      | Royaliste                  | Conseiller général de Plouzévédé. Propriétaire agricole.                                     |

## Mode de scrutin
L'élection se fait au scrutin d'arrondissement, soit un mode uninominal majoritaire à deux tours. 
La circonscription pour l'élection est l'arrondissement. 
Le scrutin est individuel, chaque arrondissement élisant un député. 
Les arrondissements qui ont plus de cent mille habitants sont divisés. Dans ce cas on élit un député par circonscription électorale crée.
Dans le Finistère, seul l'arrondissement de Quimperlé n'est pas divisé. Celui de Brest est séparé en trois circonscriptions, ceux de Quimper, Châteaulin et Morlaix en deux.
L'article 18 précise qu'il faut réunir pour être élu au premier tour :
1. La majorité absolue des suffrages exprimés ;
2. Un nombre de suffrages égal au quart des électeurs inscrits.

Au deuxième tour la majorité relative suffit. En cas d'égalité c'est le plus âgé qui est élu.

## Résultats

### Arrondissement de Brest

#### 1recirconscription
Brest-1 regroupe les cantons de Brest-1, Brest-2 et Brest-3.
| Candidats      | Candidats         | Étiquette              | Premier tour | Premier tour | Deuxième tour | Deuxième tour |
| Candidats      | Candidats         | Étiquette              | Voix         | %            | Voix          | %             |
| -------------- | ----------------- | ---------------------- | ------------ | ------------ | ------------- | ------------- |
|                | Ernest Camescasse | Gauche républicaine-UR | 5 025        | 48,93        | 5 055         | 52,41         |
|                | Joseph de Gasté * | Centre gauche          | 2 890        | 28,14        | 2 867         | 29,72         |
|                | Aimé Chiron       | Socialiste             | 2 293        | 22,33        | 1 654         | 17,15         |
|                |                   |                        |              |              |               |               |
| Inscrits       | Inscrits          | Inscrits               | 20 223       | 100,00       | 20 218        | 100,00        |
| Votants        | Votants           | Votants                | 10 325       | 51,06        | 9 674         | 47,85         |
| Abstention     | Abstention        | Abstention             | 9 898        | 48,94        | 10 544        | 52,15         |
| Blancs et nuls | Blancs et nuls    | Blancs et nuls         | 55           | 0,53         | 28            | 0,29          |
| Exprimés       | Exprimés          | Exprimés               | 10 270       | 99,47        | 9 646         | 99,71         |

*sortant

#### 2ecirconscription
Brest-2 regroupe les cantons de Daoulas, Ploudiry, Landerneau, Plabennec.
| Candidats      | Candidats                 | Étiquette           | Premier tour | Premier tour |
| Candidats      | Candidats                 | Étiquette           | Voix         | %            |
| -------------- | ------------------------- | ------------------- | ------------ | ------------ |
|                | François-Marie Villiers * | Royaliste           | 6 464        | 57,01        |
|                | Amédée Belhommet          | Gauche républicaine | 4 868        | 42,94        |
|                |                           |                     |              |              |
| Inscrits       | Inscrits                  | Inscrits            | 15 880       | 100,00       |
| Votants        | Votants                   | Votants             | 11 370       | 71,60        |
| Abstention     | Abstention                | Abstention          | 4 510        | 28,40        |
| Blancs et nuls | Blancs et nuls            | Blancs et nuls      | 32           | 0,28         |
| Exprimés       | Exprimés                  | Exprimés            | 11 338       | 99,72        |

*sortant

#### 3ecirconscription
Brest-3 regroupe les cantons de Saint-Renan, Ouessant, Ploudalmézeau, Lannilis et Lesneven.
| Candidats      | Candidats               | Étiquette           | Premier tour | Premier tour |
| Candidats      | Candidats               | Étiquette           | Voix         | %            |
| -------------- | ----------------------- | ------------------- | ------------ | ------------ |
|                | Charles-Émile Freppel * | Royaliste           | 9 265        | 73,94        |
|                | Jules Glaizot           | Gauche républicaine | 3 254        | 25,96        |
|                |                         |                     |              |              |
| Inscrits       | Inscrits                | Inscrits            | 17 160       | 100,00       |
| Votants        | Votants                 | Votants             | 12 554       | 73,16        |
| Abstention     | Abstention              | Abstention          | 4 606        | 26,84        |
| Blancs et nuls | Blancs et nuls          | Blancs et nuls      | 21           | 0,17         |
| Exprimés       | Exprimés                | Exprimés            | 12 533       | 99,83        |

*sortant

### Arrondissement de Châteaulin

#### 1recirconscription
Chateaulin-1 regroupe les cantons de Crozon, Châteaulin, Faou et Pleyben.
| Candidats      | Candidats           | Étiquette                             | Premier tour | Premier tour |
| Candidats      | Candidats           | Étiquette                             | Voix         | %            |
| -------------- | ------------------- | ------------------------------------- | ------------ | ------------ |
|                | Hippolyte Caurant * | Union républicaine (ex Centre gauche) | 5 803        | 55,76        |
|                | Mr Guermeur         | Royaliste                             | 4 568        | 43,89        |
|                |                     |                                       |              |              |
| Inscrits       | Inscrits            | Inscrits                              | 15 681       | 100,00       |
| Votants        | Votants             | Votants                               | 10 426       | 66,49        |
| Abstention     | Abstention          | Abstention                            | 5 255        | 33,51        |
| Blancs et nuls | Blancs et nuls      | Blancs et nuls                        | 18           | 0,17         |
| Exprimés       | Exprimés            | Exprimés                              | 10 408       | 99,83        |

*sortant

#### 2ecirconscription
Chateaulin-2 regroupe les cantons de Carhaix, Châteauneuf-du-Faou et Huelgoat.
| Candidats      | Candidats                  | Étiquette           | Premier tour | Premier tour |
| Candidats      | Candidats                  | Étiquette           | Voix         | %            |
| -------------- | -------------------------- | ------------------- | ------------ | ------------ |
|                | Joseph Guéguen             | Gauche républicaine | 5 344        | 56,91        |
|                | Paul de Saisy de Kerampuil | Royaliste           | 3 924        | 41,79        |
|                |                            |                     |              |              |
| Inscrits       | Inscrits                   | Inscrits            | 11 966       | 100,00       |
| Votants        | Votants                    | Votants             | 9 390        | 78,47        |
| Abstention     | Abstention                 | Abstention          | 2 576        | 21,53        |
| Blancs et nuls | Blancs et nuls             | Blancs et nuls      | 0            | 0,00         |
| Exprimés       | Exprimés                   | Exprimés            | 9 390        | 100,00       |

### 1recirconscription
Morlaix-1 regroupe les cantons de Morlaix, Lanmeur, Plouigneau, Saint-Thégonnec et Taulé.
| Candidats      | Candidats       | Étiquette           | Premier tour | Premier tour |
| Candidats      | Candidats       | Étiquette           | Voix         | %            |
| -------------- | --------------- | ------------------- | ------------ | ------------ |
|                | Armand Rousseau | Gauche républicaine | 6 948        | 54,50        |
|                | James Mège      | Royaliste           | 5 793        | 45,44        |
|                |                 |                     |              |              |
| Inscrits       | Inscrits        | Inscrits            | 19 969       | 100,00       |
| Votants        | Votants         | Votants             | 12 770       | 63,95        |
| Abstention     | Abstention      | Abstention          | 7 199        | 36,05        |
| Blancs et nuls | Blancs et nuls  | Blancs et nuls      | 22           | 0,17         |
| Exprimés       | Exprimés        | Exprimés            | 12 748       | 99,83        |

#### 2ecirconscription
Morlaix-2 regroupe les cantons de Sizun, Landivisiau, Plouescat, Plouzévédé et Saint-Pol-de-Léon.
| Candidats      | Candidats            | Étiquette           | Premier tour | Premier tour |
| Candidats      | Candidats            | Étiquette           | Voix         | %            |
| -------------- | -------------------- | ------------------- | ------------ | ------------ |
|                | Émile de Kermenguy * | Royaliste           | 8 712        | 68,02        |
|                | Pierre Drouillard    | Gauche républicaine | 4 094        | 31,96        |
|                |                      |                     |              |              |
| Inscrits       | Inscrits             | Inscrits            | 17 589       | 100,00       |
| Votants        | Votants              | Votants             | 12 819       | 72,88        |
| Abstention     | Abstention           | Abstention          | 4 770        | 27,12        |
| Blancs et nuls | Blancs et nuls       | Blancs et nuls      | 10           | 0,08         |
| Exprimés       | Exprimés             | Exprimés            | 12 809       | 99,92        |

*sortant

### Arrondissement de Quimper

#### 1recirconscription
Quimper-1 regroupe les cantons de Quimper, Fouesnant, Briec et Concarneau.
| Candidats      | Candidats       | Étiquette           | Premier tour | Premier tour |
| Candidats      | Candidats       | Étiquette           | Voix         | %            |
| -------------- | --------------- | ------------------- | ------------ | ------------ |
|                | Louis Hémon *   | Gauche républicaine | 5 549        | 57,96        |
|                | Étienne Roussin | Royaliste           | 4 009        | 41,87        |
|                |                 |                     |              |              |
| Inscrits       | Inscrits        | Inscrits            | 13 379       | 100,00       |
| Votants        | Votants         | Votants             | 9 619        | 71,90        |
| Abstention     | Abstention      | Abstention          | 3 760        | 28,10        |
| Blancs et nuls | Blancs et nuls  | Blancs et nuls      | 45           | 0,47         |
| Exprimés       | Exprimés        | Exprimés            | 9 574        | 99,53        |

*sortant

#### 2ecirconscription
Quimper-2 regroupe les cantons de Douarnenez, Pont-Croix, Plogastel-Saint-Germain et Pont-l'Abbé.
| Candidats      | Candidats                 | Étiquette      | Premier tour | Premier tour |
| Candidats      | Candidats                 | Étiquette      | Voix         | %            |
| -------------- | ------------------------- | -------------- | ------------ | ------------ |
|                | Georges Arnoult *         | Centre gauche  | 7 705        | 58,84        |
|                | Hippolyte Halna du Fretay | Royaliste      | 5 368        | 40,99        |
|                |                           |                |              |              |
| Inscrits       | Inscrits                  | Inscrits       | 20 166       | 100,00       |
| Votants        | Votants                   | Votants        | 13 103       | 64,98        |
| Abstention     | Abstention                | Abstention     | 7 063        | 35,02        |
| Blancs et nuls | Blancs et nuls            | Blancs et nuls | 7            | 0,05         |
| Exprimés       | Exprimés                  | Exprimés       | 13 096       | 99,95        |

*sortant

### Arrondissement de Quimperlé
Quimperlé regroupe l'ensemble des cantons de l'arrondissement de Quimperlé.
| Candidats      | Candidats                | Étiquette                              | Premier tour | Premier tour |
| Candidats      | Candidats                | Étiquette                              | Voix         | %            |
| -------------- | ------------------------ | -------------------------------------- | ------------ | ------------ |
|                | Léonard Corentin-Guyho * | Gauche républicaine (ex Centre gauche) | 4 891        | 50,29        |
|                | Léon Lorois              | Royaliste                              | 4 819        | 49,55        |
|                |                          |                                        |              |              |
| Inscrits       | Inscrits                 | Inscrits                               | 12 614       | 100,00       |
| Votants        | Votants                  | Votants                                | 9 754        | 77,33        |
| Abstention     | Abstention               | Abstention                             | 2 860        | 22,67        |
| Blancs et nuls | Blancs et nuls           | Blancs et nuls                         | 29           | 0,30         |
| Exprimés       | Exprimés                 | Exprimés                               | 9 725        | 99,70        |

*sortant

## Députés élus
| Députés | Députés                   | Parti                                  | Fonctions lors de l'élection en 1881                            |
| ------- | ------------------------- | -------------------------------------- | --------------------------------------------------------------- |
|         | Hippolyte Caurant *       | Union républicaine (ex Centre gauche)  | Conseiller général du Faou. Secrétaire général de préfecture.   |
|         | Ernest Camescasse         | Gauche républicaine                    | Préfet.                                                         |
|         | Louis Hémon *             | Gauche républicaine                    | Avocat.                                                         |
|         | Armand Rousseau           | Gauche républicaine                    | Ancien député, conseiller général du Brest-2. Ingénieur.        |
|         | Joseph Guéguen            | Gauche républicaine                    | Ancien conseiller général de Châteauneuf-du-Faou. Greffier.     |
|         | Georges Arnoult *         | Gauche républicaine (ex Centre gauche) | Conseiller général du Pont-l'Abbé. Propriétaire agricole.       |
|         | Léonard Corentin-Guyho *  | Gauche républicaine (ex Centre gauche) | Avocat aux conseils.                                            |
|         | Charles-Émile Freppel *   | Royaliste                              | Évêque d'Angers.                                                |
|         | François-Marie Villiers * | Royaliste                              | Conseiller général de Daoulas. Officier, Propriétaire agricole. |
|         | Émile de Kermenguy *      | Royaliste                              | Conseiller général de Plouzévédé. Propriétaire agricole.        |